# Chi Tinh thư
Chi Tinh thư (danh pháp khoa học: Cosmostigma) là chi thực vật có hoa trong họ Apocynaceae.

## Các loài
- Cosmostigma cordatum (Poir.) M.R.Almeida, 2001 - Tinh thư, cầu nhị rậm.
- Cosmostigma hainanense Tsiang, 1941
- Cosmostigma philippinense Schltr., 1915